# Kasachische Rugby-Union-Nationalmannschaft
Die kasachische Rugby-Union-Nationalmannschaft ist die Nationalmannschaft Kasachstans in der Sportart Rugby Union und repräsentiert das Land bei allen Länderspielen (Test Matches) der Männer. Die organisatorische Verantwortung trägt die Kazakhstan Rugby Union (KRU). Das Team wird vom Weltverband World Rugby als Nationalmannschaft der dritten Kategorie (Third tier) eingestuft und hat bislang an keiner Weltmeisterschaft teilgenommen. Kasachstan gehört nach Japan, Südkorea und Hongkong zu den stärksten Rugby-Union-Nationalmannschaften Asiens.

## Geschichte
Kasachstans Geschichte im Rugby Union ist recht jung. So fand das erste internationale Spiel einer Nationalmannschaft erst 1994 statt. Das Spiel gegen Georgien endete mit einer 5:17-Niederlage.
In der ersten Qualifikationsrunde für die Rugby-Union-Weltmeisterschaft 2003 musste sich die Mannschaft mit China und Sri Lanka messen, wobei das erste Spiel gegen die Chinesen mit 15:57 verloren ging. Somit konnte auch der Sieg mit 20:14 gegen Sri Lanka der Mannschaft nicht helfen und die kasachische Auswahl schied aus.
Das Team meldete sich zur Qualifikation für die Rugby-Union-Weltmeisterschaft 2007 an. Nach drei Siegen gegen Indien mit 36:22, gegen Malaysia mit 48:3 und gegen Guam mit 51:6 wurde die Mannschaft Gruppenerster. Im entscheidenden Vergleich gegen den anderen Gruppensieger Sri Lanka kam Kasachstan zu einem 25:19-Erfolg und einer 12:24-Niederlage und schied in der Qualifikation frühzeitig aus.
Im November 2007 gewann die kasachische Auswahl die letzte Austragung der Asienmeisterschaft, die in Colombo auf Sri Lanka stattfand. Im Finale wurden die Gastgeber mit 24:19 besiegt. Allerdings profitierte das Team vom Wegbleiben der Japaner. Somit wurde Kasachstan letzter Asienmeister, bevor die Asian Five Nations ab 2008 die asiatische Meisterschaft abgelöst haben. Durch diesen Sieg erreichte das kasachische Team den 32. Rang in der Weltrangliste.
Kasachstan nahm an den Asian Five Nations 2008 teil. Das Team belegte nach drei Niederlagen und einem Sieg gegen Arabien mit 56:27 den vierten Platz. Gegen Japan gab es dabei mit 6:82 die bis dahin höchste Niederlage in der Geschichte des kasachischen Rugby. Der kasachische Schlussmann Maxim Lifontow wurde zum besten Scorer des Turniers mit 55 erzielten Punkten.
Durch den vierten Platz qualifizierte sich die Auswahl Kasachstans für die Asian Five Nations 2009. Gegen Japan gab es mit 10:87 erneut eine historische Niederlage. Im zweiten Spiel sorgte die Mannschaft jedoch für eine Überraschung, in dem sie die favorisierten Südkoreaner in Almaty mit 30:27 schlug, somit kletterte das kasachische Team auf den 29. Rang in der Weltrangliste, was die bis dahin beste Platzierung in der Geschichte des kasachischen Rugby bedeutete. Nach Erfolgen in Singapur mit 22:19 und im Zentralstadion Almaty gegen Hongkong mit 25:6 erreichte die Mannschaft den zweiten Platz der A5N 2009 und eroberte den 27. Rang in der Weltrangliste.
Bei den Asian Five Nations 2010 erlitt das kasachische Team zwei Niederlagen gegen Japan mit 7:101 und gegen Hongkong mit 15:19. Daneben wurden Arabien mit 43:28 und Südkorea mit 32:25 geschlagen. Folgedessen erreichte die Mannschaft den zweiten Platz in der Abschlusstabelle und den 25. Rang in der Weltrangliste, was die höchste Platzierung in der Geschichte des kasachischen Rugby bedeutet. Durch diesen zweiten Platz qualifizierte sich das Team für die Playoffs der Barrage-Runde, deren Gewinner an der WM 2011 teilnehmen darf. Am 17. Juli 2010 unterlag die Mannschaft in Montevideo dem favorisierten Team aus Uruguay mit 7:44 und schied aus Qualifikation aus.

## Länderspiele
| Land                         | Spiele | Gewonnen | Verloren | Unentschieden |
| ---------------------------- | ------ | -------- | -------- | ------------- |
| Arabien                      | 5      | 4        | 1        | 0             |
| Chinesisch Taipeh            | 2      | 0        | 2        | 0             |
| Georgien                     | 1      | 0        | 1        | 0             |
| Guam                         | 1      | 1        | 0        | 0             |
| Hongkong                     | 4      | 1        | 3        | 0             |
| Indien                       | 3      | 3        | 0        | 0             |
| Japan                        | 4      | 0        | 4        | 0             |
| Malaysia                     | 2      | 2        | 0        | 0             |
| Singapur                     | 2      | 2        | 0        | 0             |
| Sri Lanka                    | 6      | 5        | 1        | 0             |
| Südkorea                     | 4      | 2        | 2        | 0             |
| Thailand                     | 5      | 2        | 3        | 0             |
| Uruguay                      | 1      | 0        | 1        | 0             |
| Vereinigte Arabische Emirate | 1      | 0        | 1        | 0             |
| VR China                     | 2      | 0        | 2        | 0             |
| Total                        | 43     | 22       | 21       | 0             |

## Weltmeisterschaften
- 1987: nicht teilgenommen
- 1991: nicht teilgenommen
- 1995: nicht teilgenommen
- 1999: nicht teilgenommen
- 2003: 1. Qualifikationsrunde
- 2007: 1. Qualifikationsrunde
- 2011: Barrage-Runde
- 2015: Division 1
- 2019: nicht teilgenommen
- 2023: nicht teilgenommen

## Bekannte Spieler
- Maxim Lifontow
- Anton Rudoi